# Horisme ponderata
Horisme ponderata là một loài bướm đêm trong họ Geometridae.